# Carlos Oroza
Carlos Oroza (Viveiro, Espanya, 1923 - Vigo, 21 de novembre de 2015) va ser un poeta en llengua castellana.
Va ser conegut principalment per la interpretació i performance de la seva pròpia obra. Aquesta obra és escassa, freqüentment reescrita i basada en poemes de versos lliures amb un gran predomini del ritme. És poesia per ser escoltada, ja que el poeta es declara a favor de l'oralitat considerant als llibres "cementiris de signes".
En els anys seixanta es va fer famós en l'ambient literari-poètic gràcies a la realització de múltiples recitals per tot Espanya, adscrits en forma i contingut als de la Generació Beat. Són múltiples les entrevistes que li nomenen l'Allen Ginsberg espanyol. Francisco Umbral va escriure que "[Carlos Oroza] era el poeta maleït del cafè Gijón, el bohemi dels seixanta".
En aquesta època va fundar, al costat de Víctor Lizárraga i Victoria Paniagua, la revista Tropos.
Se li va atorgar a Nova York el premi internacional de Poesia Underground.
Després de viure a Madrid, Eivissa i EUA actualment resideix a Vigo.
Ha rebut nombrosos homenatges i ha rebut la medalla d'or del Cercle de Belles arts de Madrid.

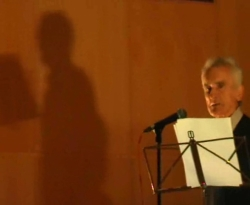
Oroza recitant.

## Obra publicada
- Eléncar, (1974, Tres Catorze Disset)
- Cabalum, (1980, Ediciós do Castro)
- Alicia, (1985)
- Una porción de tierra gris del norte, (1996)
- En el norte hay un mar que es más alto que el cielo, primera edició 1997, revisada i ampliada en 2005 (Diputació de Pontevedra).
- La llama prestada, (1998)
- Un sentimiento ingrávido recorre el ambiente, (2006, Raiña Lupa i Yves Rivière)